# Champaign County (Ohio)
Champaign County ist ein County im Bundesstaat Ohio der Vereinigten Staaten. Der Verwaltungssitz (County Seat) ist Urbana.

## Geographie
Das County liegt im mittleren Westen von Ohio und hat eine Fläche von 1113 Quadratkilometern, wovon drei Quadratkilometer Wasserfläche sind. Es grenzt im Uhrzeigersinn an folgende Countys: Logan County, Union County, Madison County, Clark County, Miami County und Shelby County.

## Geschichte
Champaign County wurde am 20. Februar 1805 aus Teilen des Franklin County und des Greene County gebildet. Benannt wurde es nach der französischen Landschaft Champagne, weil das County gleichfalls eine flache Landschaft hat.
32 Bauwerke und Stätten des Countys sind im National Register of Historic Places eingetragen (Stand 6. April 2018).

## Demografische Daten

Alterspyramide des Champaign County

Nach der Volkszählung im Jahr 2000 lebten im Champaign County 38.890 Menschen in 14.952 Haushalten und 10.870 Familien. Die Bevölkerungsdichte betrug 35 Einwohner pro Quadratkilometer. Ethnisch betrachtet setzte sich die Bevölkerung zusammen aus 95,73 Prozent Weißen, 2,30 Prozent Afroamerikanern, 0,31 Prozent Indianern, 0,25 Prozent Asiatischen Amerikanern, 0,02 Prozent Pazifischen Insulanern und 0,31 Prozent aus anderen ethnischen Gruppen; 1,08 Prozent stammten von zwei oder mehr Ethnien ab. 0,69 Prozent der Bevölkerung waren Hispanics oder Latinos.
Von den 14.952 Haushalten hatten 34,0 Prozent Kinder und Jugendliche unter 18 Jahre, die bei ihnen lebten. 59,7 Prozent waren verheiratete, zusammenlebende Paare, 9,2 Prozent waren allein erziehende Mütter, 27,3 Prozent waren keine Familien, 23,5 Prozent waren Singlehaushalte und in 9,4 Prozent lebten Menschen im Alter von 65 Jahren oder darüber. Die Durchschnittshaushaltsgröße betrug 2,56 und die durchschnittliche Familiengröße lag bei 3,01 Personen.
Auf das gesamte County bezogen setzte sich die Bevölkerung zusammen aus 26,2 Prozent Einwohnern unter 18 Jahren, 7,9 Prozent zwischen 18 und 24 Jahren, 28,7 Prozent zwischen 25 und 44 Jahren, 24,6 Prozent zwischen 45 und 64 Jahren und 12,6 Prozent waren 65 Jahre alt oder darüber. Das Durchschnittsalter betrug 37 Jahre. Auf 100 weibliche Personen kamen 95,9 männliche Personen. Auf 100 Frauen im Alter von 18 Jahren oder darüber kamen statistisch 92,9 Männer.
Das jährliche Durchschnittseinkommen eines Haushalts betrug 43.139 USD, das Durchschnittseinkommen der Familien betrug 50.430 USD. Männer hatten ein Durchschnittseinkommen von 38.265 USD, Frauen 26.241 USD. Das Prokopfeinkommen betrug 19.542 USD. 5,1 Prozent der Familien und 7,6 Prozent der Bevölkerung lebten unterhalb der Armutsgrenze. Davon waren 9,9 Prozent Kinder oder Jugendliche unter 18 Jahre und 7,6 Prozent waren Menschen über 65 Jahre.

### Orte in Champaign County

#### Städte

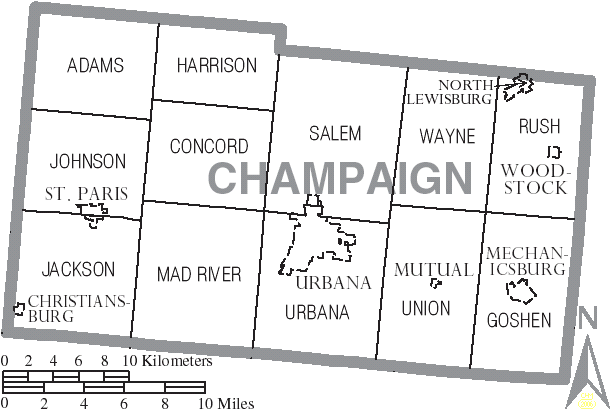
Karte des Champaign Countys

- Urbana

#### Dörfer
| - Christiansburg - Mechanicsburg - Mutual | - North Lewisburg - St. Paris - Woodstock |

#### Townships
| - Adams Township - Concord Township - Goshen Township - Harrison Township | - Jackson Township - Johnson Township - Mad River Township - Rush Township | - Salem Township - Union Township - Urbana Township - Wayne Township |

## Religion
Katholische Pfarreien existieren in Mechanicsburg (St. Michael), North Lewisburg (Unbefleckte Empfängnis), St. Paris (Herz Jesu) und Urbana (St. Marien). Sie alle gehören zum Erzbistum Cincinnati.